# Wieża ciśnień w Rynie
Wieża ciśnień w Rynie – wodociągowa wieża ciśnień w Rynie, w województwie warmińsko-mazurskim.

## Historia
Wieża ciśnień powstała pod koniec XIX wieku. Stoi na wzgórzu obok starego cmentarza ewangelickiego. Była częścią miejskiego systemu wodociągów. W 2019 roku został ukończony remont, podczas którego przebudowano wieżę. Zbudowano między innymi taras widokowy, odnowiono wnętrze budynku, zbudowano sanitariaty i zamontowano windę. Remont kosztujący ponad milion 600 tysięcy złotych pokryło miasto oraz dofinansowanie z międzynarodowej sieci Cittaslow, dzięki programowi rewitalizacji miast, które do niej należą. Po raz pierwszy wieża po remoncie zostanie udostępniona publiczności w maju 2019 roku. 